# Crossoptilon harmani
Crossoptilon harmani (лат.) (возможное русское название — Тибетский ушастый фазан) — вид птиц семейства фазановых. Распространён на юго-востоке Тибета и в Северной Индии. Ушастые фазаны живут в горных местностях, на высоте от 3000 до 5000 метров, однако в зимние месяцы могут спускаться до высоты 2280 м.
Местообитание данного вида птиц включает бореальные и умеренные леса, кустарниковые и травянистые поляны, заросли рододендрона и высокие густые кустарники в долинах. Этим птицам угрожает уничтожение среды обитания и охота. В период размножения образуют моногамные пары. Кладка яиц происходит с середины апреля до начала июня.

## Описание
У тибетского ушастого фазана, как и у белого ушастого фазана, короткие уши и повисший хвост. Длина этого фазана составляет от 75 до 85 см, при этом самки немного меньше самцов. Половой диморфизм не выражен. Клюв красновато-коричневый, радужная оболочка желтовато-оранжевая, голая кожа лица и ноги красные. На голове находится коронка из чёрных плотных коротких перьев. По обе стороны от головы находятся короткие уши. Остальная часть головы и затылка покрыта белыми тонкими перьями. Остальное тело синевато-серое, шея и грудь более тёмного оттенка, в то время как нижняя часть спины, верхние прихвостовые перья и живот белесо-серого цвета. Крылья чёрно-коричневые, а хвост голубовато-чёрный.

## Ареал и питание
Ареал ограничен юго-восточным Тибетом, Северной Индией и северным Бутаном. Обычно эти ушастые фазаны живут в густых зарослях в долинах рек, на травянистых склонах и полянах, а также на краях хвойных и лиственных лесов. Хотя этих фазанов можно найти на высоте и до 2400 м, они преимущественно живут на высотах от 3000 до 5000 м.
Тибетский фазан питается мелкими беспозвоночными и растительной пищей. Питаются на земле вблизи лесных массивов, а также среди рододендронного и можжевелового кустарника.

## Размножение
Эти фазаны обычно живут в группах до десяти особей. В период размножения взрослые самцы и самки образуют моногамные пары, и каждая пара производит один выводок в год. Кладка яиц происходит с середины апреля до начала июня с пиком в конце апреля — начале мая. В среднем кладка состоит из девяти яиц однородного кремового цвета. Гнёзда делаются из коры, мха и древесной массы. В насиживании яиц участвуют только самки. Однако выкармливают птенцов оба родителя.

## Статус
Тибетский ушастый фазан классифицируется Международным союзом охраны природы как вид, вызывающий наименьшие опасения, поскольку его природное местообитание разрушается, а на фазана охотятся во многих районах Тибета.